# 磐石游击队
磐石游击队是中国共产党在中国东北地区领导的第一支抗日武装队，先后经历了“磐石赤色游击队”、“磐石工农反日义勇军”、“磐石南满游击队”的演变，最后发展成为东北抗日联军第一军。

## 磐石赤色游击队

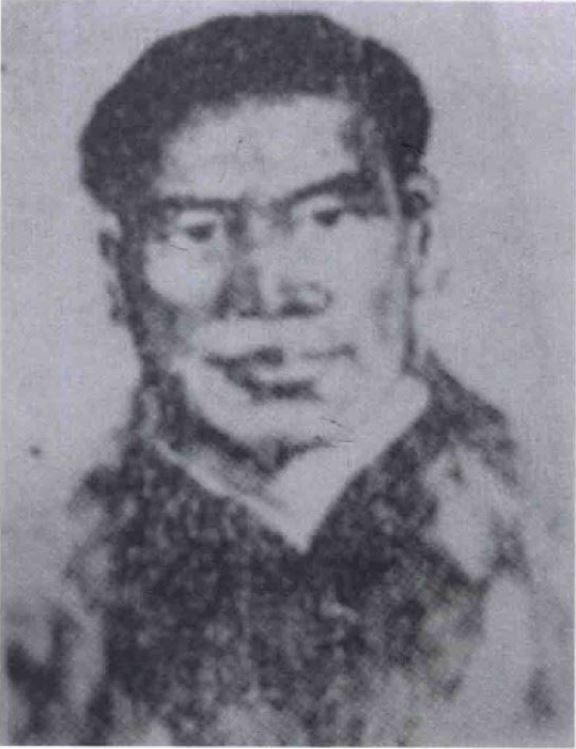
磐石游击队创始人之一李红光

磐石地区是汉族、朝鲜族杂居的地区。早在1927年，马列主义就开始在这里传播:203。1930年8月，李红光受中共委托在伊通县流沙嘴子和磐石西玻璃河套地区成立了一支由20余人组成的“磐石劳动农民赤卫队”（简称“磐石劳农赤卫队”）。同年9月，李红光被吸收加入中国共产党:6。
1930年8月，在满洲省委巡视员陈德林的主持下，中共磐石县第一次代表大会选举产生了中共磐石县执行委员会（简称“中共磐石县委”）。首批执行委员由朴奉（书记）、李承雨、安光勋、金光道、冯剑英5人组成:30。为保护磐石县委机关和干部的安全，磐石县委成立了由陈玉振（队长）、朴翰宗（副队长）、李松波、李明海4名共产党员组成的武装自卫队——“特务队”。成立后，特务队处决了当地多名汉奸地主，因此也被群众称为“打狗队”。1931年8月，陈玉振被调走后，李松波接任队长之职，特务队人员数量扩充到7人:53-54。
1931年12月，中共磐石中心县委将李红光的“磐石劳动农民赤卫队”与县委机关的“特务队”合并成为“磐石赤色游击队”。李红光任队长，李松波任政委。1932年1月，日本人在磐石策划成立了亲日组织“保民会”，后于同年3月成立“日本驻磐石警察分署”，引发磐石当地群众大规模的反日除奸运动。“磐石赤色游击队”先后参与了“二·九郭家店反日除奸斗争”、“四·三三道岗围敌斗争”、“五·一反日大示威”、“五·七蛤蟆河子农民大暴动”、“五·八磐东反日大示威”等群众斗争。:11-12。

## 磐石义勇军

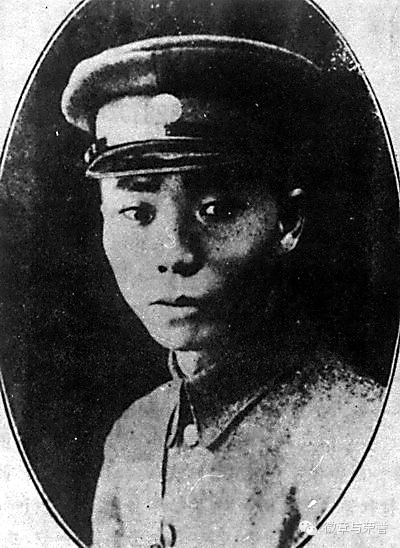
中共满洲省委军委书记杨林

1932年初，中共满洲省委先后派吉林市特支书记张振国和北满地委作兵运工作的杨君武到磐石县开展建立抗日武装的工作。同年4月，在磐石群众反日斗争的高潮，中共满洲省委又派满洲省委军委书记杨林以巡视员的身份到磐石指导建立抗日武装的工作。通过举行军政干部培训班，磐石中心县委培养了孟杰民、初向辰、王兆兰、李红光、朴翰宗、韩浩、李松波、李明海等一批干部。1932年6月4日，在杨林的主持下，原“磐石赤色游击队”在磐东改编为“磐石工农反日义勇军”（简称“磐石义勇军”），对外宣称“满洲工农反日义勇军第一军第四纵队”。 磐石义勇军由30余人组成，分为3个分队。时任磐石中心县委组织宣传部长张振国任总（纵）队长，县委员杨君武任政治委员兼第一分队长。:34-35:10-13:167-168
受1932年6月北方各省委代表联席会议（简称“北方会议”）左倾思想的影响，磐石义勇军在日军已经占领东北的情况下继续将“打土豪分田地”和建立苏维埃政权作为主要革命任务，引发当地亲日派甚至有抗日倾向的中小富绅的恐慌与仇视，很快便陷入困境。1932年6月12日，义勇军第一分队被汉奸骗到郭家店遭到保民会武装组织（会兵）和山林队的夹攻，杨君武身中4枪离队，三名队员被打死，损失相当数量的枪支。同年8月，磐石义勇军多次遭到来自满洲国军、会兵、地主武装等的袭击，损失惨重。:13-15:36:168-169
1932年8月下旬，张振国被磐石中心县委派往满洲省委汇报磐石的严重形势。二分队队长孟杰民暂时代理总队长之职。为保护磐石义勇军的实力，磐石中心县委决定对外取消义勇军的队号与“常占山林抗日队”合并。双方一起参加了配合宋国荣哗变军攻打磐石县城（“磐石事件”）和攻打伊通县何家大院的斗争。同年10月，磐石中心县委发现常占企图联合其它土匪干掉队内的共产党员后，旋即与常占脱离。10月23日，脱离常占后的义勇军在桦甸蜂蜜顶子召开会议，决定将队伍改编为4个大队，对外报号“五洋”，孟杰民任总队长。处于困境的义勇军对日后发展方向迷茫，派张振国去磐石中心县委敦促满洲省委尽早派负责人过来。:15-18:37:169

## 南满游击队

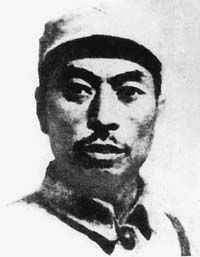
抗联领袖杨靖宇

1932年11月，中共满洲省委候补委员、军委代书记杨靖宇被派到磐石指导工作。在桦甸蜂蜜顶子，杨靖宇对磐石义勇军进行了整顿，明确了创建磐石游击根据地的工作目标，取消了“五洋”队号，并将队伍改编为“中国工农红军第三十二军南满游击队”。南满游击队下设3个大队。孟杰民任总队长兼第一大队队长，初向臣任政治委员，王兆兰任副总队长，李红光任参谋长。杨靖宇与改编后的队伍回磐石后举行了中共磐石第三次代表大会，改组了磐石中心县委。朴文灿取替全光任磐石中心县委书记。此后，杨靖宇去往海龙县巡视。:19-22:37-38:170-171
由于学生出身的孟杰民、初向臣、王兆兰战斗经验不足，在杨靖宇走后的十几天内，南满游击队便再度陷入困境。1933年1月1日，孟杰民被伊通大地主张博卿诱骗至伊通县杀害。1月11日，呼兰镇大地主高锡甲率武装队攻打磐石，继任总队长王兆兰和政委初向臣相继在战斗中牺牲，部分队员离队。杨靖宇旋即返回磐石，重新整顿队伍，任命袁德胜代理总队长，杨靖宇亲任政委，李松波代理参谋长。游击队新建教导队，由李明海任队长，李红光任政委。经过四次反围剿斗争后，磐石抗日游击根据地于1933年2月至3月间基本形成。:22-23:38-39:171-173
1933年9月18日，南满游击队在玻璃河套改编为“东北人民革命军第一军独立师”。杨靖宇任师长兼政委，李红光任参谋长，宋铁岩任政治部主任。独立师设第一、第三两个团。一团袁德胜任团长，朴翰宗任政委，李松波任参谋长；三团韩浩任团长，曹国安任政委，李明山任政治部主任。同年10月，独立师增设少年营，首任营长是朴浩:47:82。随着独立师的扩编，“东北人民革命军第一军”于1934年11月7日在临江县四道岔正式成立。1936年7月初，东北人民革命军第一军改编为“东北抗日联军第一军”:208-209。